# Deutsche Haube

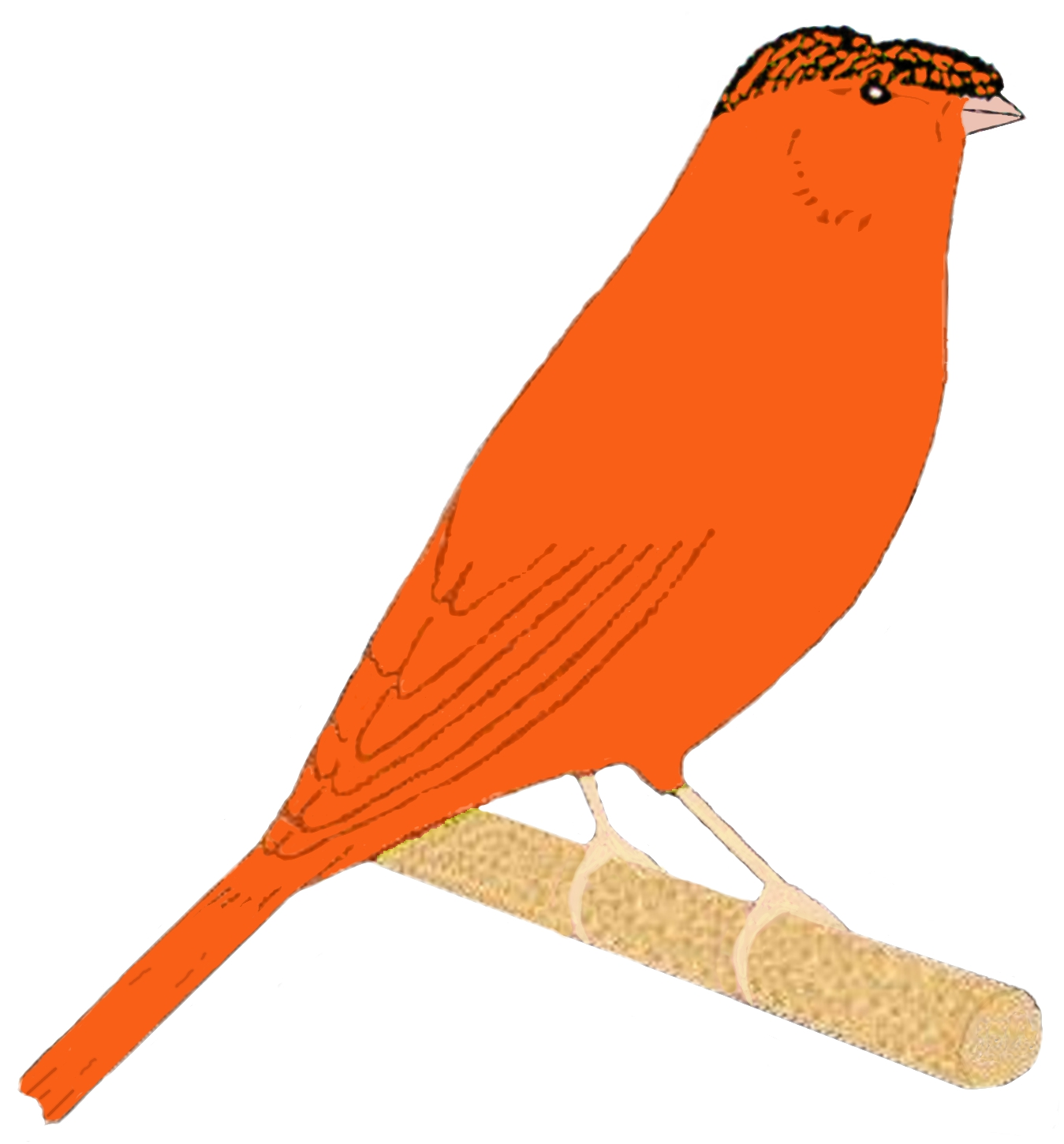
Standardbild Deutsche Haube

Der Deutsche Haubenkanarienvogel oder die Deutsche Haube – wie diese Rasse kurz genannt wird – nimmt eine Sonderstellung zwischen Farben- und Positurkanarien ein. Sie vereinigt die farblichen Qualitäten eines Farbenkanarienvogels mit einer rasseeigenen Haube. Das bedeutet, dass die Standardanforderungen an den Körper und an die Gefiederfärbung den Farbenkanarien gleichen.

## Geschichte

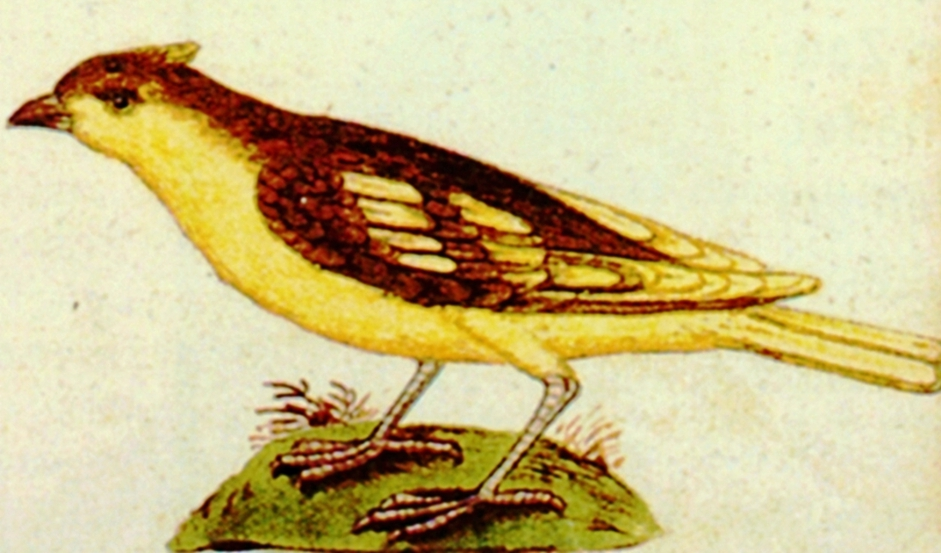
Sehr gelbhaltiger „gehäubter“ Kanarienvogel aus dem Thesaurus Picturarum von Marcus zum Lamm

Wann Kanarienvögel mit einer Kopfhaube das erste Mal aufgetreten sind, ist nicht bekannt. Der Heidelberger Jurist, Prälat und Pionier der Ornithologie Marcus zum Lamm schuf um 1580 seine handschriftliche 33-bändige Enzyklopädie Thesaurus Picturarum. Das Bild 324 zeigt einen Kanarienvogel mit erkennbaren „Fasanenohren“. Dies könnte ein erster bildlicher Hinweis auf gehäubte Kanarienvögel sein.
Der Niederländer Frans von Wickede erwähnte in seinem Buch, das bereits 1734 gehäubte Kanarienvögel aus Nürnberg nach Holland gelangt sind.
Um 1780 schrieb Johann Georg Krünitz im Band 8 seiner Enzyklopädie über den Kanarienvogel: „Seit einigen Jahren sind auch die gehaubten oder tolligen Canarienvögel bekannt, welche zwischen dem Kopfe und Schnabel ein kleines vorwärts stehendes Büschchen, nach Art der türkischen Tauben, sitzen haben.“
Der französische Naturforscher, Georges-Louis Leclerc, Comte de Buffon, führt 1786 im Band 7 seines Werkes einen gehäubten Vogel an, weil er einer der schönsten sei.
Man kann also davon ausgehen, dass bereits Mitte des 16. Jahrhunderts Kanarienvögel auftraten, die eine Federhaube hatten. Eine gezielten Hauben-Rassezucht gab es damals jedoch nicht, denn solche Vögel waren in den deutschen Ländern meist nur ein „Nebenprodukt“ in den Gesangskanarien-Zuchten.
Zusammen mit den „German Birds“ – den Gesangskanarien, die später Harzer Roller genannt wurden – gelangten auch diese frühen Haubenvögel in alle Welt. Vor allem in Großbritannien bildeten sie die Basis für die heute bekannten englischen Haubenrassen Lancashire, Crested und Gloster Fancy.
Mit den Vererbungsregeln der „Crest“ (Haube, Krone, Schopf) beschäftigte sich 1908 der US-amerikanische Biologe Charles Benedict Davenport. Der deutsche Ornithologe Hans Duncker griff die Erkenntnisse Davenports zur Haubenvererbung auf und veröffentlichte die eigenen Erkenntnisse in seinem Werk.
Bis um 1920 gab es kein festgelegtes Zuchtziel. Julius Henniger erstellte 1957 Bewertungsrichtlinien für Farbenkanarien. Hatten diese eine Haube, bekamen solche Vögel Extrapunkte. Gegenüber den englischen Rassen hatten diese Vögel oft eine sehr kleine, strubbelige Haube ohne deutlichen Mittelpunkt und mit einer großen Kahlstelle im Nacken. Deshalb entstand bald der Wunsch, einen eigenen Standard für die deutschen Haubenvögel zu schaffen. Klaus Speicher erarbeitete 1962, in Abstimmung mit Josef Heines und Gustav Müll, eine erste Standardbeschreibung für die „Haubenkanarien deutscher Rasse“. Die nationale Anerkennung als Positurkanarien-Rasse erfolgte 1963 und die internationale Anerkennung seitens der Confédération Ornithologique Mondiale (C.O.M.) folgte 1967.

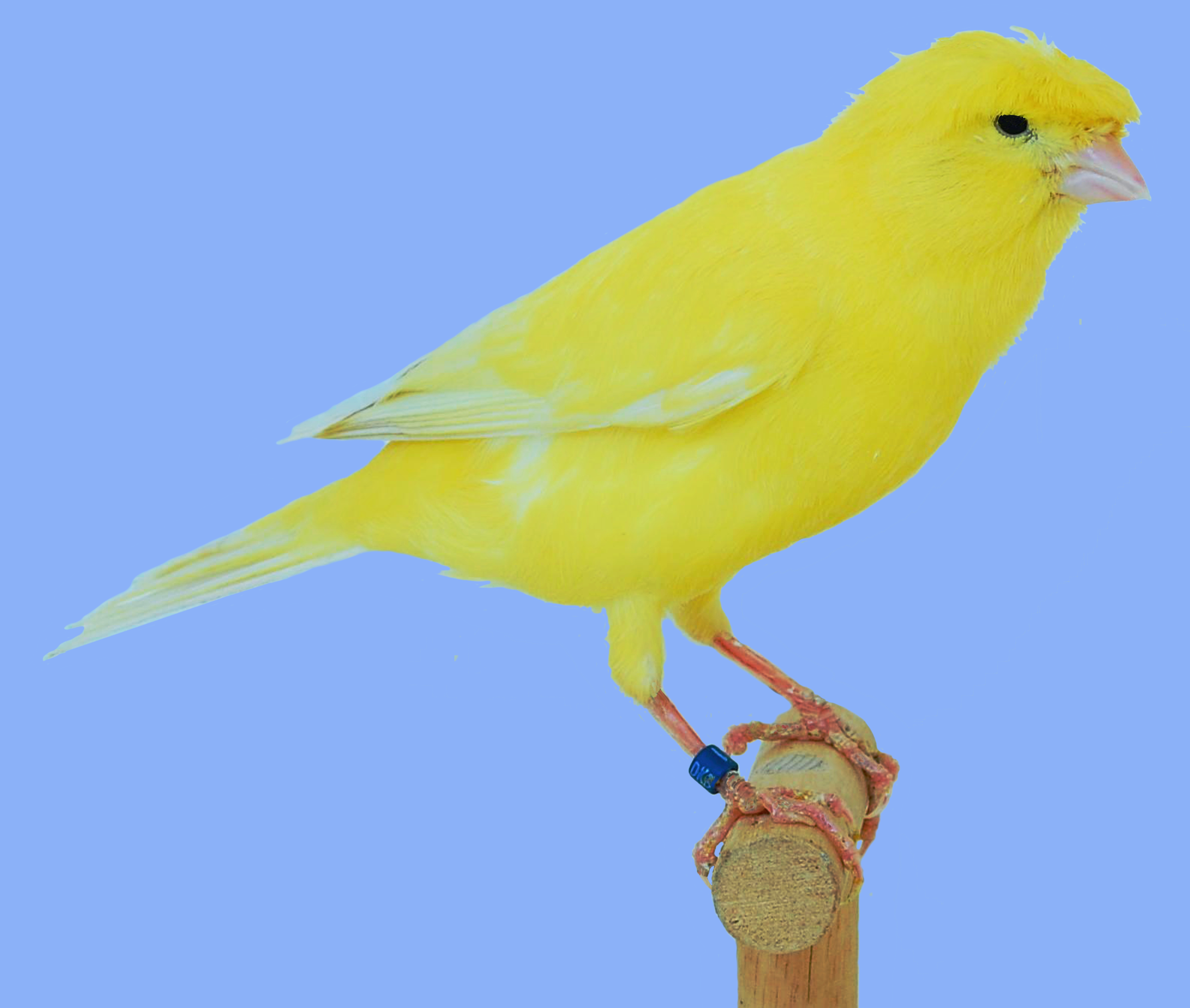
Deutsche Haube Gelb nichtintensiv

## Haltung und Zucht
Die Haltung und Fütterung entspricht in allen Belangen der der Farbenkanarien.
Die Haubeneigenschaft hat einem autosomalen (frei vom Geschlecht) und dominanten Erbgang. Bei der Zucht muss beachtet werden, dass nicht zwei Haubenvögel miteinander verpaart werden, denn es würden 25 % der Jungvögel nicht schlüpfen oder kurz danach sterben. Schuld daran ist ein Letalfaktor, der bei Homozygotie zum Tod führt.
Über die Ursache dieser letalen Wirkung bei zweifaktorigen (homozygoten) Haubenvögeln wurde viel spekuliert. Eine Vermutung besagte, dass sich die Knochen des Schädeldaches an den Fontanellen nicht schließen würden und es so zu schwerwiegenden Gehirnveränderungen käme. Eine wissenschaftliche Untersuchung bei Kanarienvögeln ergab jedoch, dass das nicht der Fall ist!
Die Haubenzucht kann also nur mit einfaktorigen Haubenvögeln durchgeführt werden, da homozygote Haubenvögel nicht zur Zuchtreife gelangen. Die Verpaarung von zwei heterozygoten Haubenvögeln würde etwa 25 % abgestorbene Jungvögel erzeugen. Das widerspricht dem Tierschutzgesetz § 11 b und ist deshalb verboten. Außerdem würde die Anzahl geborener Jungvögel deutlich vermindert werden. Auch die Qualität der Hauben aus solch einer Verpaarung würde nicht besser, sondern eher schlechter werden.
Aus der Verpaarung eines Vogels ohne Haube mit einem Haubenvogel trägt theoretisch die Hälfte der Nachkommen eine Haube, die andere Hälfte ist haubenlos.
Kanarienvögel mit Haube – gleich welcher Rasse – sind vitale, gesunde und vermehrungsfreudige Vögel, die keine Einschränkungen in ihrem Verhalten zeigen.

## Standardanforderungen
Die Körperform und die Größe (13,5 bis 14,5 cm) entsprechen dem geforderten Typ eines Farbenkanarienvogels.

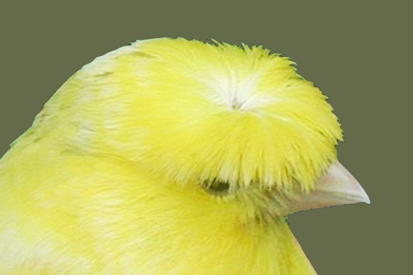
Perfekte Haube

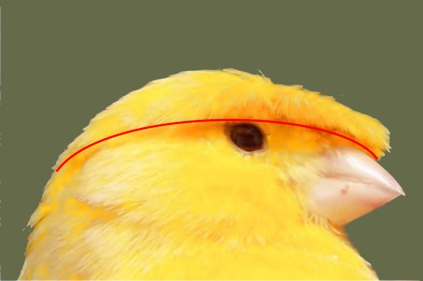
Haubengrenzlinie

Die Haube soll oval sein und sich somit der länglich-ovalen Kopfform der Farbenkanarien angleichen. Die Haube soll einen kleinen Mittelpunkt besitzen, von dem aus die Kopffedern flach liegend nach allen Seiten wegstreben.
Von der Seite betrachtet, müssen die Augen sichtbar sein. Das bedeutet, dass die Begrenzungslinie über den Augen verläuft und die Haubenfedern in einer leicht geschwungenen Linie lückenlos in das Nackengefieder übergehen. Der Schnabelansatz wird von Haubenfedern bedeckt. Besitzen die Haubenvögel ein zu kurzes Gefieder, bedecken die hinteren Haubenfedern den Nacken nur unvollständig, was einen krassen Fehler bei einer Bewertung darstellt.
Die Haube darf bei aufgehellten Lipochromvögeln melaninfrei, mit Melanin gesprenkelt (grizzle) oder vollständig mit Melanin gefärbt sein. Allerdings darf kein Melanin unterhalb der Haubengrenzlinie zu sehen sein. Deutsche Hauben in den Melaninfarben dürfen keinerlei melaninfreie Federbereiche besitzen.
An die Farbe und Zeichnung werden die gleichen Anforderungen wie an die Farbenkanarien gestellt. Neben den aufgehellten Vögeln in Weiß oder Gelb oder Rot – mit oder ohne Melanin in der Haube – sind heute viele Melaninfarben anzutreffen.